# Gormont et Isembart
Gormont et Isembart (cat. Gormont i Isembart) és una cançó de gesta francesa, composta vers 1130 o en tot cas en la primera meitat del XII. Alguns estudiosos la situaven fins i tot en el segle xi. Això el fa una de les cançons de gesta més antigues. Forma part del cicle dels vassalls rebels. De la versió original se'n conserva només un fragment de 661 versos en un manuscrit de la Biblioteca Reial de Bèlgica (Brussel·les), però l'argument es coneix a través de cròniques i d'una versió en alemany.

## Resum de l'argument
[Fragment reconstruït:] Isembart, nebot de Lluís, rei de França, fill de Carlemany, es rebel·la contra el rei i fuig a Anglaterra on s'uneix al rei sarraí Gormont i renuncia al cristianisme. Isembart el convida a atacar França, cosa que fan destruint l'Abadia de Saint-Riquier i les terres que havien estat d'Isembart. El rei s'enfronta amb ells a Cayeux. [Fragment conservat:] Durant la batalla, després d'alguns episodis victoriosos sobre francesos, Gormont és abatut per Lluís, però el rei també és ferit mortalment per una ferida interna que es fa intentant no caure del cavall i morirà dies després. Isembart pren el comandament de l'exèrcit sarraí, i, en el combat, mata el seu propi pare Bernart. Quatre dies més tard, els sarraïns són derrotats i Isembart mor, però tot just abans de morir torna a la fe cristiana.

## El fet històric
El rerefons històric que sembla haver-hi en aquesta cançó de gesta és la invasió normanda de 881; els normands assolaren la regió de Ponthieu i Vimeu i cremaren l'abadia de Saint-Riquier el mes de febrer; i l'expedició víquinga acabà essent derrotada a l'estiu per Lluís III a la batalla de Saucourt-en-Vimeu. El Ludwigslied es basa també en aquest darrer fet històric, tot i que és d'una cronologia molt més primerenca, contemporània als fets, i d'un estil molt diferent. Evidentment, en el Ludwigslied els víquings no es prenen per sarraïns com es fa en la cançó de gesta.

## Comentari
El fragment es va descobrir en el segle xix en uns pergamins que s'havien usat com a enquadernació.
La cançó de gesta està en versos octosíl·labs, mètrica no usual en la cançó de gesta, distribuïts en laisses de llargada desigual. En la primera part, després de cada victòria de Gormont sobre un cavaller francès, apareixen quatre versos que es repeteixen com una tornada.
L'argument de la cançó es coneix gràcies a un resum que en fa Phillippe Mousket en una crònica escrita entre 1220 i 1243 (versos 14.053-14.296), i a una adaptació alemanya del segle xv (Loher und Maller; 1437) feta per Elisabet de Lorena a partir d'un text francès de principis d'aquest mateix segle.
En una crònica, escrita el 1088 per un monjo de Saint-Riquier, Hariulf, s'explica una versió molt breu de l'argument de la cançó de gesta i argumenta que ho explica resumidament perquè la gent de la regió ja ho repeteixen i canten cada dia (quotidie recolitur et canitur). També el 1135 Jofre de Montmouth en la Historia Regum Britanniae explica que un rei africà Gormundus havia envaït Anglaterra i s'havia aliat amb Isembardus, nebot del rei de França, i que havien conspirat per derrotar el rei. Tot plegat demostra que la llegenda era coneguda ja des del s. XI.